# FNS5000番組10万人総出演! がんばった大賞
『FNS5000番組10万人総出演! がんばった大賞』（エフエヌエスごせんばんぐみじゅうまんにんそうしゅつえん がんばったたいしょう）→『フジテレビ人気番組名場面すべて見せます!!がんばった大賞』（フジテレビにんきばんぐみめいばめんすべてみせます - ）→『草彅剛のがんばった大賞』（くさなぎつよしの - ）は、フジテレビ系列各社（FNS）で改編期の主に春（3月）と秋（9月）に放送されていたバラエティ番組、特別番組。2007年春からハイビジョン制作。

## 概要
2003年10月秋からスタートした主にNGを題材としたバラエティ番組。また、SMAPの草彅剛の初のメイン司会番組でもある。基本的には以前放送されていた『FNS番組対抗NG大賞』と組んだドラマのNG集を集めたゾーンと、ここ半年間フジテレビ(系列局も含む)で放送された情報・バラエティ番組の名場面を振り返る2段構成に分けられる。すべてのVTRを流した後別室に控えている、テレビ情報誌の記者の投票により「がんばった大賞」が決定される日本歌謡大賞・日本レコード大賞方式。別室のレポーターは当番制。
- 収録放送の場合や、2006年春から2010年秋、2012年秋、2013年秋以降など生放送の場合もあった。
- 放送枠は基本的に19:00 - 20:54のゴールデンタイム2時間。2012年は春が19:00 - 23:09と過去最長の4時間9分、秋が19:00 - 21:54の3時間。2013年秋と2015年夏は21時 - 22時台と2時間ではあるものの、プライムタイムでの放送。2016年春は3回目の21時開始で、歴代で最も遅い23:18終了。2013年春は18:55 - 20:44と中途半端な放送時間であったが、これは20:50に『SMAP×SMAP』拡大SP（フジ・カンテレ共同制作）が編成されたためである。
- 「FNS5000番組10万人総出演! 第○回がんばった大賞」のタイトルで放送されていたが、2007年春と2008年春の放送では、諸般の事情で「FNS」の冠を外して放送、番組内では通常この番組で呼んでいる「FNS系列」を「フジテレビ系列」と変更した。同放送では、爆チュー問題（爆笑問題）司会の事前収録ミニコーナー「がんばった動物大賞」があった。第13回（2009年秋）から第19回（2013年春）は「フジテレビ 人気番組名場面すべて見せます!!第〇回がんばった大賞」のタイトル、第20回（2013年秋）から最終回（第26回、2016年春）は「草彅剛の第〇回がんばった大賞」のタイトルで放送された。
  - 東海テレビでは、野球中継を放送するため第11回（2008年9月15日放送）を生放送せず、後日（2008年9月23日14:05 - ）に遅れ放送した。
  - テレビ山口（TBS系）でも2008年11月15日（土）12:00 - 13:58に遅れネットを実施。このため番組の冠から「FNS」の文字が外された。[1]。
- 関西テレビでは、当初月曜日の放送の場合、「快傑えみちゃんねる」を19時から放送するため、20時からの1時間編集版が放送されていたが、生放送になってからは完全同時ネットで放送されるようになった。
- 第1回をのぞき、3月や9月の第3週または第2週に放送されるように放送日が固定されている。
- 2011年7月24日に地上波がデジタル放送へ完全移行するのに伴い、第15回(2010年9月6日)より、アナログ放送(NTSC)ではレターボックスサイズによる放送となっている。
- 第16回を2011年3月14日に放送する予定だったが、3日前に発生した東日本大震災の影響により放送中止[2]となった[3][4]。）
- 第24回は初めて夏に放送された。[5]
- 初回から第25回までは番組タイトルロゴのデザインに変更はなかった。最終回となった第26回（2016年春）のみロゴが一新された。

### 番組の終焉とNG特番の消滅
2016年1月に勃発したSMAP解散騒動の影響が甚大なものになったことを受けて2016年秋の回は結局放送されず、解散後の翌年秋には草彅がCULENへの事務所移籍という事情もあったため、そのまま番組は打ち切りという形に至る（当時の亀山千広社長が「草彅さんを取り巻く環境の変化があった以上、断腸の思いだが打ち切りもやむをえない」と発言したことも影響している）。ここに30年にわたって放送されたFNSにおけるNGハプニングを扱ったグランプリ形式の特番は幕を下ろすこととなり、以降同様の内容を扱う特番は放送されていない。
また1990年代には日本テレビとテレビ朝日も同様の特番を制作していたが、短命に終わって以降はフジとTBSのみが制作していたNGバラエティ自体も、2015年にTBSが事実上撤退したのに続いて、今回の「がんばった大賞」の打ち切りで民放から消滅することになった。これは「人のミスを笑いものにするな」というクレームが相次いだことも原因とされているためである。

### NG特番の復活
当番組終了後はNG特番が消滅していたが、2018年春に「春秋の祭典」シリーズの『FNS番組対抗!オールスター春の祭典スペシャル』内のコーナーとして2年ぶりにNG特集が放送された。その後、再びNG特番は消滅となっていたが、2020年秋からは『FNSドラマ対抗 お宝映像アワード』が当番組終了以来4年半ぶりに単独番組としてNG特番が放送されている。

## 歴代司会者

### 歴代総合司会
- 草彅剛（当時SMAP、第1回から最終回まで皆勤の唯一の出演者。）
- 大塚範一（2003年秋 - 2010年秋。病気療養のため途中降板。）
- 内田恭子（当時フジテレビアナウンサー、2003年秋 - 2004年秋、2006年春 - 2007年秋）
- 戸部洋子（フジテレビアナウンサー、2005年春）
- 中村仁美（当時フジテレビアナウンサー、2005年秋、2011年秋）
- 小島奈津子（フリーアナウンサー・元フジテレビ、2008年冬「平成20年間10万人総出演 がんばった大賞」のみ）
- 加藤浩次（がんばった大賞初回以降2007年秋まで10回皆勤賞により司会抜擢。2008年冬「平成20年間10万人総出演 がんばった大賞」のみ）
- 平井理央（当時フジテレビアナウンサー、2008年春−2009年春 ）
- 西山喜久恵（フジテレビアナウンサー、2009年秋-2010年秋）
- 高橋真麻（当時フジテレビアナウンサー、2012年春）
- 生野陽子（フジテレビアナウンサー、2012年春、2013年秋-2014年秋）
- 三田友梨佳（フジテレビアナウンサー、2012年秋-2013年春）
- 加藤綾子（当時フジテレビアナウンサー、2015年春-2015年秋）
- 宮澤智（フジテレビアナウンサー、2016年春）

### 歴代コーナー司会
「がんばった動物大賞」（2007年春）
- 爆チュー問題（おおたぴかり、たなチュー）

「がんばった王子大賞」（2007年秋）
「薔薇のない花屋研究所」(2008年春)
「上半期ブレイクタレント検定」(2008年秋)
「2009年知っておきたい未来スター 抜き打ちチェック!!」(2009年春)
- タカアンドトシ（タカ、トシ）

## 放送日・がんばった大賞歴代MVP
- 生放送の際は、スタジオゲストが受賞する場合がほとんどになっていた。

| 回                                                                        | 実施時期 | 放送日時                                           | 受賞番組等（放送期間） | 受賞者                                                       | 視聴率 |
| ------------------------------------------------------------------------- | -------- | -------------------------------------------------- | --- | ------------------------------------------------------------ | ------ |
| 1                                                                         | 2003年秋 | 2003年10月8日（水） 19:00 - 20:54                  | - ドラマ『ウォーターボーイズ』(2003年7月 - 9月) | ウォーターボーイズ                                           | 14.6%  |
| 2                                                                         | 2004年春 | 2004年3月22日（月） 19:00 - 20:54                  | - ドラマ『僕と彼女と彼女の生きる道』(2004年1月 - 3月) | 美山加恋                                                     | 17.3%  |
| 3                                                                         | 2004年秋 | 2004年9月13日（月） 19:00 - 20:54                  | - 『27時間テレビマラソン』(2004年7月24日 - 25日) | 加藤浩次（極楽とんぼ）                                       | 14.0%  |
| 4                                                                         | 2005年春 | 2005年3月21日（月） 19:00 - 20:54                  | - 『めちゃ×2イケてるッ!中居&ナイナイ日本一周打ち上げの旅スペシャル』(2004年12月25日) | 中居正広（SMAP）                                             | 15.4%  |
| 5                                                                         | 2005年秋 | 2005年9月13日（火） 19:00 - 20:54（『カスペ!』枠） | - ドラマ『電車男』(2005年7月 - 9月) | 『電車男』出演者のみなさん                                   | 15.2%  |
| 6                                                                         | 2006年春 | 2006年3月20日（月） 19:00 - 20:54                  | - ドラマ『西遊記』(2006年1月 - 3月) | 『西遊記』出演者のみなさん                                   | 14.7%  |
| 7                                                                         | 2006年秋 | 2006年9月11日（月） 19:00 - 20:54                  | - ドラマ『結婚できない男』(2006年7月 - 9月) | 阿部寛                                                       | 15.4%  |
| 8                                                                         | 2007年春 | 2007年3月19日（月） 19:00 - 20:54                  | - ドラマ『拝啓、父上様』(2007年1月 - 3月) - 特別ドラマ『ちびまる子ちゃん』(2006年10月31日) - 『第40回初詣!爆笑ヒットパレード・0部』(2007年1月1日・一部地域を除く) - 土曜プレミアム『中居正広の(生)スーパードラマフェスティバル』(2007年1月6日) | 高橋克実                                                     | 17.9%  |
| 9                                                                         | 2007年秋 | 2007年9月10日（月） 19:00 - 20:54                  | - ドラマ『ファースト・キス』(2007年7月-9月) - 『タモリのヒストリーX』(2007年4月6日) - 『FNS27時間テレビ』(2007年7月28日 - 29日) | 劇団ひとり                                                   | 17.4%  |
| 10                                                                        | 2008年春 | 2008年3月17日（月） 19:00 - 20:54                  | - ドラマ『薔薇のない花屋』(2008年1月 - 3月) | 『薔薇のない花屋』出演者のみなさん                           | 14.9%  |
| 11                                                                        | 2008年秋 | 2008年9月15日（月） 19:00 - 20:54                  | - 『クイズ!ヘキサゴンII』 - 『お台場探偵羞恥心 ヘキサゴン殺人事件』(2008年8月6日) - 『なるほど!ザ・ワールド 世界地図の祭典スペシャル』(2008年4月29日)                                                                                          | 上地雄輔                                                     | 16.5%  |
| 12                                                                        | 2009年春 | 2009年3月16日（月） 19:00 - 20:54                  | - ドラマ『メイちゃんの執事』(2009年1月 - 3月) | 『メイちゃんの執事』出演者のみなさん                         | 14.9%  |
| 13                                                                        | 2009年秋 | 2009年9月14日（月） 19:00 - 20:54                  | - 『爆笑レッドシアター』 | 狩野英孝、はんにゃ、フルーツポンチ、柳原可奈子               | 15.9%  |
| 14                                                                        | 2010年春 | 2010年3月15日（月） 19:00 - 20:54                  | - 『人志松本の○○な話』 - 『めざまし×とくダネ!合体SP〜作文〜あなたが綴ったあの時代 懐かし映像総力大捜索』(2009年11月20日) | 千原ジュニア（千原兄弟）                                     | 14.8%  |
| 15                                                                        | 2010年秋 | 2010年9月6日（月） 19:00 - 20:54                   | - オードリーが出演したすべての番組 | オードリー                                                   | 15.7%  |
| （2011年春：3月14日に放送予定だったが、東日本大震災の影響に伴い放送中止） |          |                                                    | |                                                              |        |
| 16                                                                        | 2011年秋 | 2011年9月24日（土） 19:00 - 20:54                  | - ドラマ『マルモのおきて』（2011年4月 - 6月） | 芦田愛菜                                                     | 15.4%  |
| 17                                                                        | 2012年春 | 2012年3月25日（日） 19:00 - 23:09                  | - 『めちゃ×2イケてるッ!岡村奇跡のダイエットもうデブザイルなんていわないでSP』(2012年1月7日) | 岡村隆史（ナインティナイン）                                 | 15.2%  |
| 18                                                                        | 2012年秋 | 2012年10月11日（木） 19:00 - 21:54                 | - 『FNS27時間テレビ』(2012年7月21日 - 22日) | タモリ                                                       | 12.5%  |
| 19                                                                        | 2013年春 | 2013年4月8日（月） 18:55 - 20:44                   | - ドラマ『PRICELESS〜あるわけねぇだろ、んなもん!〜』（2012年10月 - 12月） | 『PRICELESS〜あるわけねぇだろ、んなもん!〜』出演者のみなさん | 11.0%  |
| 20                                                                        | 2013年秋 | 2013年10月7日（月） 21:00 - 22:58                  | - ドラマ『ラスト♡シンデレラ』（2013年4月 - 6月） | 篠原涼子                                                     | 12.5%  |
| 21                                                                        | 2014年春 | 2014年3月24日（月） 19:00 - 20:54                  | - ドラマ『リーガルハイ』（2013年10月 - 12月） | 堺雅人                                                       | 10.4%  |
| 22                                                                        | 2014年秋 | 2014年9月22日（月） 19:00 - 20:54                  | - ドラマ『HERO』（2014年7月 - 9月） | 『HERO』出演者のみなさん                                     | 11.8%  |
| 23                                                                        | 2015年春 | 2015年3月16日（月） 19:00 - 20:54                  | - ドラマ『デート〜恋とはどんなものかしら〜』（2015年1月 - 3月） | 杏、長谷川博己                                               | 11.0%  |
| 24                                                                        | 2015年夏 | 2015年7月6日（月） 21:00 - 22:48                   | - ドラマ『ようこそ、わが家へ』（2015年4月 - 6月） | 佐藤二朗                                                     | 12.2%  |
| 25                                                                        | 2016年春 | 2016年4月4日（月） 21:00 - 23:18                   | - ドラマ『フラジャイル』（2016年1月 - 3月） | 野村周平                                                     | 6.4％  |
| SMAP解散騒動の影響で放送終了                                              |          |                                                    | |                                                              |        |

## 平成20年間10万人総出演 がんばった大賞
2008年（平成20年）1月7日はスピンオフ作品「平成20年間 10万人総出演 がんばった大賞」を放送。カレンダークイズコーナー「流行語でみる平成20年間がんばったカレンダー」、通常のがんばった大賞の1コーナーでFNS番組対抗NG大賞で平成に放送されたテレビドラマのNG集や名場面集「平成20年間フジテレビドラマ一気に見せます」、そしてランキング形式で「平成20年間スポーツ名シーンベスト10」を発表。通常と違い録画で放送された。
スタジオゲストは陣内孝則、高畑淳子、IKKO、ラモス瑠偉、品川庄司（品川祐、庄司智春）、スザンヌ、柳原可奈子、多部未華子。

## フジテレビ史に残る伝説の瞬間映像15連発
- 2012年3月25日放送の第17回では、フジテレビがお台場へ移転して15周年を記念して、「フジテレビ史に残る伝説の瞬間映像15連発」が行われた。
- ここでは、1997年〜2012年にフジテレビで放送された全番組の中で伝説となった貴重な映像を振り返った。

| Legend | タイトル                       | 番組                       |
| ------ | ------------------------------ | -------------------------- |
| 1      | ボキャブラ天国シリーズ         | 『ボキャブラ天国』         |
| 2      | 新しい波8                      | 『新しい波』               |
| 2      | 伝説の第1回                    | 『爆笑レッドカーペット』   |
| 3      | 運だけで1000万円!              | 『クイズ$ミリオネア』      |
| 4      | 明石家さんま 伝説のテレフォン  | 『クイズ$ミリオネア』      |
| 5      | マイケル・ジャクソン登場!      | 『SMAP×SMAP』              |
| 6      | BISTRO SMAP 宇宙の旅           | 『SMAP×SMAP』              |
| 7      | 岡村隆史 SMAPのステージに!     | 『めちゃ²イケてるッ!』     |
| 8      | オカザイル                     | 『めちゃ²イケてるッ!』     |
| 9      | FNS27時間テレビ                | 『FNS27時間テレビ』        |
| 10     | ビートたけし 伝説の中継        | 『FNS27時間テレビ』        |
| 11     | 古畑任三郎 vs SMAP             | 『古畑任三郎』             |
| 12     | ヒデの告白                     | 『あいのり』               |
| 13     | ゴリエ 紅白出場!               | 『水10! ワンナイR&R』      |
| 14     | すべらない話 第一回            | 『人志松本のすべらない話』 |
| 15     | フジテレビアナウンサー伝説のNG | 各番組                     |

## 主なスタッフ

### 第23回（2015年3月16日放送分）
- 構成：鈴木おさむ（2009年秋まで→一時離脱→復帰）/板坂尚（板坂→2012年春・秋はブレーン）、大井達朗
- ブレーン：鶴間政行（2011年秋まで構成担当）
- ナレーション：木村匡也（「がんばったカレンダー」のパート）、やまだひさし（「ドラマ未公開NG集」のパート）、小林清志
- TD：佐々木信一（共同テレビ）
- SW：小林知司（共同テレビ、以前はCAM担当）
- CAM：後藤継一郎（共同テレビ）
- VE：岡部菜穂子（共同テレビ）
- AUD：澤田顕一（共同テレビ）
- PA：皆川晴香
- LD：安藤雅夫
- LED：東京チューブ
- 美術プロデューサー：井上明裕（フジテレビ）
- デザイン：棈木陽次（フジテレビ）
- 美術進行：中村秀美
- 大道具：浅見大
- アートフレーム：菅沼和海
- メイク：山田かつら
- 特効：猪又悟
- 電飾：渕井猛司
- アクリル装飾：犬塚健
- 装飾：山下正美
- 生花装飾：山寺由美
- タイトル：原野真理子
- CG：岡本英士・石井晶子（2人共フジテレビ）
- 送出：草崎祐一郎（フジテレビ）
- 編集：三澤祐大、伊藤賢俊、杉原丈司、木村信彦
- MA：和光康彦、泉英理奈
- 音響効果：西野有彦・坂本洋子（2人共バックヤードスタヂオ）
- 技術協力：共同テレビジョン、SUNPHONIX、fmt、.movs
- 連絡：保坂美帆、宮崎由佳
- TK：楮本真澄
- 広報：鈴木はるか（フジテレビ）
- 協力プロデューサー：VTRで紹介したがんばったカレンダーのプロデューサーを担当し、クレジット表記
- 制作協力：共同テレビ
- FD：佐々木圭
- AP：薄木瑠里、黒柳法子（黒柳は当時）、綾田舞（共同テレビ）
- ディレクター：山崎清太・金澤忠延（共同テレビ）、杉原裕一（オイコーポレーション）、岡部統一（フロンティアーズ）、岡本舞・四方田翔平（2人共MTG）、丸山剛
- 制作プロデューサー：寺田久美子（共同テレビ）、松本明美、中山佳祐（中山は当時）・小関悠介（3人共フジテレビ）
- プロデューサー：春名剛生・上野貴央（2人共フジテレビ、上野→2012年秋まで制作P）
- 演出：小林正彦（フジテレビ）
- 総合演出：木月洋介（フジテレビ、2011年秋 - ）、河井二郎（共同テレビ、2011年秋 - 。以前はディレクター）
- チーフプロデューサー：黒木彰一（フジテレビ）
- 制作：フジテレビバラエティ制作センター
- 制作著作：フジテレビ

### 過去のスタッフ
- ナレーター：武田祐子（フジテレビアナウンサー。「がんばった動物大賞」のパート、2007年春/「上半期ブレイクタレント検定」のパート、2008年秋）、坂上みき（「薔薇のない花屋研究所」のパート、2008年春）、津村まこと（アストロボーイ・鉄腕アトムの番宣も兼ねて2003年の秋に一回だけ出演。）
- 構成：高橋洋二・秋葉高彰（2007年春・第8回のみ）、山内正之・今村クニト（山内と今村は共に2012年秋）
- プロデューサー→チーフプロデューサー：坪田譲治（フジテレビ・現編成）、石井浩二（フジテレビ）、清水泰貴（フジテレビ、2010年春までは演出）
- プロデューサー：濱野貴敏（フジテレビ）
- ディレクター：飯村徹郎・出口敬生（フジテレビ）、小倉伸一・鈴木剛（オイコーポレーション）、名城ラリータ（FCC）、熊澤美麗、次郎垣内保（クリーク・アンド・リバー社）、佃敏史（共同テレビ）、松永健太郎（アズバーズ）、岡田純一（オイコーポレーション）、庄司裕暁（フジテレビ）、中沢剛、篠幸生、松原綾子、青木達生（FCC）、成瀬俊則（仁プロデューシング）、武藤由華（共同テレビ）、渋谷曜（フジテレビ）、上野和彦（ロール・ワン）、蓑島敦子、松原綾子、宮崎鉄平・伊藤健司（フジテレビ）、長山孝太郎（共同テレビ）、太田旬・高橋洋子・川瀬貴裕・水野将仁（クリーク・アンド・リバー社）、桑原正史（アズバーズ）、小崎市太郎（共同テレビ）、箕臼高志・日比野大輔（MTG）、萩原啓太（フジテレビ）、岡本舞
- FD：小柴享之（オイコーポレーション）、河本晃典・井口泰志（フジテレビ）、佐竹優希、塩澤駿介
- アシスタントディレクター：薄木瑠理、野崎麻美
- AP：木月洋介（フジテレビ）、中島由布子・浅沼純司・佐山真由子（共同テレビ）、指田博俊、西崎悦子、中嶋香り、志波佳代子、川原布友美、川原三穂
- AP（2011年秋）←連絡（2010年秋）：若林咲子
- 編成：荒井昭博・坪田譲治・中島寛朗・情野誠人・高瀬敦也・佐々木渉・渋谷謙太郎・加藤達也（フジテレビ）
- 広報：小中ももこ・加藤麻衣子・渡辺朱織（フジテレビ）
- ネットワーク：中谷花子・藤原和弥・高盛浩和（フジテレビ）
- 連絡：渡辺知美、小林初美、野本和代、岡原香織、渡邊裕美
- SW：大嶋徹・上村克志・岡田和美・鈴木憲弘（全員共同テレビ）、二見健二（フジテレビ）
- CAM：寺本和美・石井友幸・高島洋雄（全員共同テレビ）
- AUD：斉藤哲史・村脇昭一・澤津橋武志・和田啓之・高橋敬（全員共同テレビ）
- PA：唐松秀弥
- VE：竹内貴志・川崎淳・富田祐介・松吉英明（全員共同テレビ）
- LD：岸本直樹、八木原伸治
- MAV：菅谷恵子
- マルチ：MCJ、マルチバックス
- 中継TD：上藪直志（第8回のみ）
- アクリル装飾：北神窓夏
- 特効：鈴木希望、川上勝太
- 特殊装置：日下信二
- CG：重岡優依
- CG送出：末吉寿美子・福原若奈・武樋達則・七海菜美・野口将・寺西将太郎・工藤良平・近藤竜大・改裕介・大竹雄一郎・高橋有希・高橋弘明（全員フジテレビ）
- 編集：杉原丈司、刈屋綾乃、吉川豪
- MA：内田昭弘、阿部祥高
- 音響効果：西野有彦（バックヤードスタヂオ）
- TK：平野美紀子、海老澤廉子
- 協力：FCC、島田美術館
- 技術協力：八峯テレビ、FLT、IMAGICA、CC Factory（旧TDKコア）

## 関連番組
- プロ野球珍プレー・好プレー大賞
- オールスター赤面申告!ハプニング大賞 (同時期(2008年春まで)にTBSにて放送された改編期特番。司会の草彅剛も1996年と1998年に出演した。)
- FNS番組対抗NG大賞（前身番組）
- FNSドラマ対抗 お宝映像アワード（後継番組）
- SMAP×SMAP